# 趙夫人 (三國)
赵夫人（?—?），河南（今河南省洛阳市）人，三国孙吴赵达之妹，为中国最早记载的女画家，蚊帐的发明者，有针绝、机绝、丝绝三绝之称的才女。
赵夫人善于绘画，巧妙无双。能在指间用彩丝织成云霞龙蛇之锦，大的超过一尺，小的方寸，宫中称之为“机绝”。孙权常叹魏、蜀未平，想要找人画山川地势军阵的图像。赵达推荐其妹。孙权让她画九州五岳之势，夫人说：“丹青的颜色，容易掉色，不可久存。妾能刺绣，在方帛之上作列国形势，画成五岳河海城邑行阵之形。”做成后，进献给孙权。时人称之为“针绝”。虽有棘刺木猴，云梯飞鸢，也不能超过。孙权居住在昭阳宫，倦于暑意，撩起紫绡帷幔。夫人织成透风的幔帐，用郁夷国神胶粘合。时人称之为“丝绝”。
后有贪宠求媚的人，说赵夫人在君主面前幻耀技术，因而被黜。但仍存录她的巧工。吴国灭亡，不知所在。《历代名画记》记有自轩辕至唐会昌年间画家的名字，一共三百七十一人。东吴二人：曹不兴、吴王赵夫人。